# Rendille (dromadaire)
Pour les articles homonymes, voir Rendille.
Le Rendille ou Gabbra est une race de dromadaire originaire du nord du Kenya.

## Origine et distribution
Le Rendille est élevé par deux peuples nomades qui sont à l'origine de son nom : les Rendille et les Gabbra. On le trouve dans le comté de Marsabit, au nord du Kenya. Il est bien adapté à la région qui est semi-désertique et aride, proche du désert de Chalbi.

## Description
C'est un dromadaire de petite taille, pesant en moyenne 350 kg et pouvant monter à 450 kg pour le mâle. Son pelage varie d'une couleur crème à un brun rouge. Certains individus peuvent être blanc ou gris clair,. Sa taille tourne en moyenne à 180 cm.

## Élevage et production
Le Rendille est élevé pour deux raisons principales : le transport et la production laitière. Mais il peut également fournir de la viande, du sang, du cuir et la vente d'un animal permet d'obtenir une importante rentrée d'argent rapidement. Il occupe aussi des fonctions culturelles et sociales parmi les communautés l'élevant.
Le dromadaire a une place à part dans la société des Rendille ; pour eux, « les chameaux symbolisent le bien-être du mode de vie de troupeau comme un ensemble ». Les dromadaires ont deux statuts : on trouve le chameau « personnel », qui appartient en propre à une personne (en général un mâle) et les chameaux « de prêt » (en anglais trust camel) qui sont en général des chamelles, et qui appartiennent au patriarche de la famille. Seuls les hommes peuvent posséder un dromadaire. Au décès du propriétaire, c'est son fils aîné qui hérite de l'ensemble du troupeau ; en l'absence de descendance directe, c'est le frère aîné qui en hérite. Ainsi, les animaux ne sont pas dispersés parmi d'autres membres plus jeunes de la famille. Seuls les animaux personnels peuvent être échangés et donnés comme on souhaite, sans restrictions. Lors d'un mariage, le marié offrira des dromadaires en dot aux parents de la mariée. Les animaux sont marqués au fer rouge et porte des marques à l'oreille (morceau coupé au couteau) selon le clan d'appartenance. Le troupeau est gardé par de jeunes garçons tandis que les jeunes filles ont la charge du petit bétail (chèvres et moutons à queue grasse). Quelques chamelles gardées près du campement sont traites par les femmes pour les besoins de la famille.

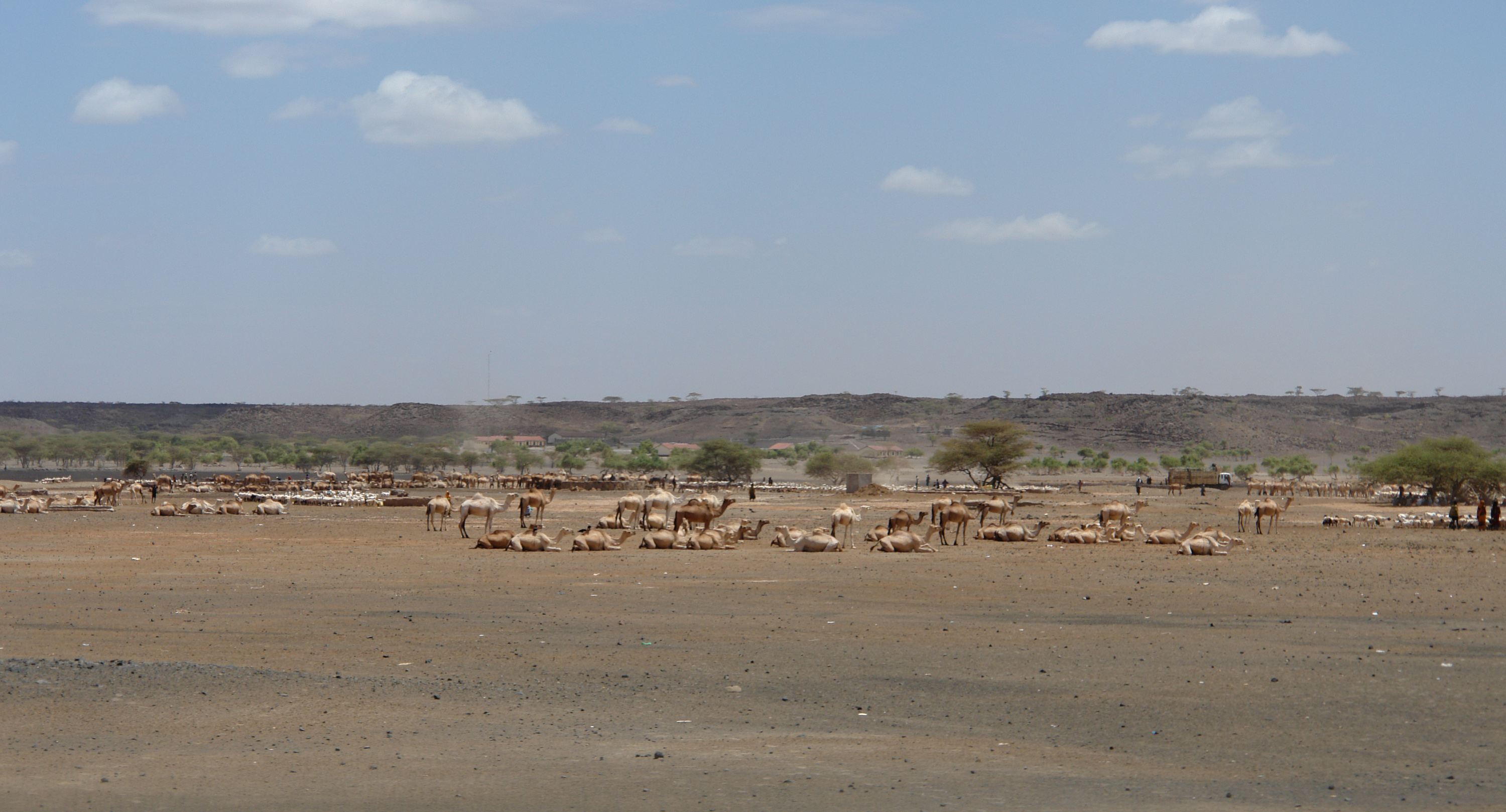
Troupeau dans le désert de Chalbi.

Les éleveurs distinguent plusieurs sous-types parmi les animaux en fonction de leur résistance à la sécheresse et à la quantité de lait produite. Un animal plus résistant à la sécheresse aura une production laitière moindre et inversement. Chez les Rendille, on trouve :
- Dabach : bon producteur en saison de pluie mais moins résistant en période de sécheresse, il demande plus d'eau et de nourriture ;
- Godan : moins productif que le Dabach, la chamelle a assez de lait pour son jeune et la famille, mais pas assez pour en vendre. Il résiste assez bien à la sécheresse ;
- Coitte : sa production est juste suffisante pour nourrir le chamelon en toute saison.

Chez les Gabbra, on trouve les Qorti, Mirgissa, Baku (le plus productif) et Ajun. L'éleveur ne cherchera pas à favoriser un type plus qu'un autre ; au contraire, il favorisera le mélange. Pour lui, il n'y a pas de « chameau idéal ».
Les animaux sont abreuvés tous les 10 à 14 jours. Le Rendille atteint sa maturité sexuelle tard. La chamelle peut avoir son premier petit vers 5-6 ans et fournira entre 1 et 3 litres de lait par jour pour une lactation durant un peu plus d'un an. Elle atteint en moyenne 1 000 litres sur cette période. Le chamelon pèse entre 25 et 30 kg à  la naissance. Les Rendille prélèvent aussi régulièrement du sang des dromadaires par saignée. Pour le transport, l'animal peut porter sans problème une centaine de kilos.